# Cruzada
Cruzada – idea globalnej, antykomunistycznej krucjaty powstała w 1936 roku w Hiszpanii. Jej inicjatorem był gen. Francisco Franco. Wojna religijna miała odrodzić moralnie i gospodarczo Hiszpanię, tkwiącą od stu lat w głębokim kryzysie oraz przywrócić jej pozycję w świecie, jaką miała w XVI wieku.
"Dnia l października 1936 roku, podczas uroczystości przejęcia władzy, Franco stwierdził, iż zamierza przywrócić Hiszpanii jej dawną wielkość. Wydaje się jednak wątpliwe, aby wówczas miał już przygotowany plan działania i wiedział jak wykorzystać swoją władzę. Jego wypowiedzi publiczne z lipca i sierpnia tego roku, poza definicją rebelii jako "ruchu narodowego", czy wręcz "krucjaty" przeciwko komunizmowi, nie zawierały konkretnych wskazówek politycznych." 
Ideę cruzada poparł w imieniu hiszpańskiego Kościoła biskup Salamanki Enrique Pla y Deniel 2 października 1936 roku w liście pasterskim, który określał wojnę jako "krucjatę w obronie wiary, ojczyzny i cywilizacji". 

## Historia
Idea cruzada – wywodząca się, jak zresztą i frankizm, z długiej historii Hiszpanii – miała olbrzymi wpływ na współczesne losy Hiszpanii i rolę jaką odegrał hiszpański Kościół, który był główną podporą reżimu gen. Franco. 
Ważniejsze daty z ewolucji "wojującego katolicyzmu":
- 1936-1939 – niezwykle okrutna hiszpańska wojna domowa, początkowo krucjata polegała na fizycznej eliminacji nosicieli Zła
- 1945-1953 – izolacja Hiszpanii, podsycanie tendencji nacjonalistycznych, "inkubacja" światowej krucjaty
- 1953-1955 – konkordat, przyjęcie Hiszpanii do ONZ itp. wydarzenia, które zwolennicy krucjaty odebrali jako akceptację tej idei przez Kościół powszechny i świat
- 1960-1970 – dekada przemian gospodarczych i politycznych w Państwie i Kościele hiszpańskim, stopniowe odejście od idei cruzada
- 1971 – potępienie frankizmu oraz cruzada przez Kościół hiszpański

"13 września 1971 r. kardynał Enrique y Tarancón zwołał biskupów i księży na pierwsze w czasach dyktatury zgromadzenie przedstawicieli całego duchowieństwa, poświęcone problemom społecznym. Zebrani przyjęli dokument potępiający frankizm i ogłosili zerwanie przez Kościół wszelkich związków z reżimem Franco. Zażądali rewizji konkordatu oraz odwołania biskupów z ław poselskich. W dokumencie wyrażono żal z utrzymywanych przez długie lata ścisłych związków Kościoła z panującą klasą polityczną, postulując jednocześnie zagwarantowanie duchowieństwu pełnej swobody wypowiedzi w sprawach politycznych. Za historyczną należy uznać odrębną rezolucję, w której biskupi proszą o wybaczenie za ogłoszenie w 1936 r. cruzada oraz roli, jaką odegrał Kościół w bratobójczej wojnie.".

## Konsekwencje
Kościół hiszpański był przez kilkanaście lat zupełnie niezależny od Watykanu, a przez ponad trzy dekady owładnięty tą ideą. Dzięki niczym nie 
ograniczonej władzy, jaką posiadł, nałożył on na młodych Hiszpanów niezwykle surową moralność. Dla przykładu w szkołach "narzucono specjalny typ edukacji dla dziewcząt. Zakazano w jakiejkolwiek postaci informowania o praktykach seksualnych (...) nauczyciele mogli prowadzić lekcje wyłącznie z przedstawicielami tej samej płci. (...) Kontrola obyczajowa rozciągała się na miejsca rozrywki. (...) wszędzie czuwano, aby nie dochodziło do żadnych zbliżeń, jakie uznawane były za niemoralne" (Hiszpania, strona 306). W rezultacie wykształciło się pokolenie ludzi, psychicznie skrzywdzonych, nieznających zdrowej Nauki Kościoła, a jedynie ówczesny reżim moralny, który manipulując wiernymi szerzył potępienie. Wraz z końcem cruzada, co część społeczeństwa uznała jako zdradę prawdziwej wiary, pokolenie to zostało rozdarte pomiędzy wierność tej idei a wierność Kościołowi. Wśród tego pokolenia znaleźli się i tacy, którzy poczuli się osobiście obarczeni misją kontynuowania globalnej krucjaty - ratowania świata i Kościoła przed moralnym zepsuciem podobnymi do ówczesnych środkami. Środowiska niechętne Opus Dei oraz Drodze Neokatechumenalnej twierdzą iż te ruchy są spadkobiercami idei Cruzady, powołując się m.in. na wypowiedź Kiko Argüello z "Nowa Ewangelizacja i Trzecie Milenium - Tylko nowa estetyka uratuje Kościół w trakcie konwencji w Nowym Jorku 253 biskupów z obu Ameryk na temat Ewangelizacja i Droga Neokatechumenalna" 
Wydawnictwo Kerygma, Rzym 1998, strona 51:
"Hiszpania wydała Cursillos de Cristiandad, Opus Dei, Drogę Neokatechumenalną i wiele więcej. Czy wiecie dlaczego? Gdyż tam była wojna domowa, w czasie której zabito ponad 6 000 księży. Byli torturowani, męczeni. Nie było ani jednej apostazji. Korzenie Drogi Neokatechumenalnej zbroczone są krwią wielu męczenników hiszpańskich." czy na według nich masoński charakter Opus Dei. Oba te ruchy w żaden oficjalny sposób nie popierają idei Cruzady. 